# Progeny: Seven Shows from Seventy-Two
Progeny: Seven Shows From Seventy-Two è un cofanetto (box set) di 14 compact disc dal vivo del gruppo rock progressivo britannico Yes, registrati durante il Close to the Edge Tour negli anni '70.
È stato pubblicato da Rhino Records (etichetta specializzata nella pubblicazione di retrospettive e riedizioni di opere musicali), il 19 maggio 2015 per il mercato nordamericano ed europeo, e il 10 giugno in edizione deluxe per il mercato giapponese.

## Descrizione

### Close to the Edge Tour
Il gruppo fu impegnato nella tournée mondiale Close to the Edge Tour dal 30 luglio 1972 al 22 aprile 1973, performando un totale di 98 concerti.
La batteria venne suonata da Alan White, subentrato a Bill Bruford subito dopo la registrazione dell'album considerato uno dei capolavori del rock progressivo e il maggiore del gruppo britannico. Le prime quattro date programmate negli Stati Uniti d'America vennero cancellate per dare tempo a White di imparare le partiture e trovare il minimo feeling con i compagni, quindi la tournée partì il 30 luglio 1972 dal Memorial Auditorium di Dallas, Texas, e si concluse il 22 aprile 1973 all'Auditorium di West Palm Beach, Florida.
Il gruppo eseguì brani tratti dagli album The Yes Album, Fragile e Close to the Edge introdotti da un estratto da L'uccello di fuoco di Igor' Fëdorovič Stravinskij posto come ouverture dei concerti. Nella scaletta venne inserito anche un assolo del tastierista Rick Wakeman, un medley di brani che verranno pubblicati a tournée in corso (nel gennaio 1973) in The Six Wives of Henry VIII, suo primo album solista.

### Registrazione
I brani di otto concerti furono registrati professionalmente in multitraccia nello studio mobile (furgone attrezzato) a supporto del gruppo.
Il nastro registrato a Hartford nel Connecticut il 25 settembre fu ritenuto di scarsa qualità e scartato.

### Remissaggio
Negli anni duemiladieci il musicista, autore e produttore Steven Wilson (ex Porcupine Tree) ha diretto la riedizione dei lavori degli Yes pubblicati nella prima metà degli anni '70, da The Yes Album a Relayer.
In questo cofanetto, sono incluse le registrazioni dal vivo da cui furono estratte parti pubblicate sul triplo LP Yessongs del 1973 (che attinse anche dal precedente Fragile Tour), ritrovate nei magazzini della casa discografica dai tecnici della Rhino Records, su nastri in condizioni ancora ottime.
Quell'album fu penalizzato da una qualità audio scadente a causa dell'allineamento errato del filtro Dolby eseguito dai tecnici del suono. La qualità audio dei compact disc di Progeny: Seven Shows from Seventy-Two, remissato correttamente e con la tecnologia più recente dal tastierista e produttore discografico statunitense Brian Kehew, è pertanto nettamente superiore. L'origine del suono degli strumenti è stata disposta come sul palco: la chitarra a sinistra, le tastiere a destra, basso, batteria e voce al centro. Sono stati lasciati i dialoghi tra i musicisti e le accordature degli strumenti, parti che di solito vengono tagliate negli album dal vivo, per rendere un maggiore realismo all'ascoltatore. Sono numerose le improvvisazioni ascoltabili, sia volute che approntate su errori propri e dei compagni.

### Copertina
L'artwork è stato realizzato dall'artista grafico Roger Dean, autore di molte copertine e di molte scenografie dei concerti del gruppo britannico.

### Errori tipografici
Nella stampa dei dischi e dei libretti inclusi nella confezione, sono stati sbagliati i luoghi e le date impressi sui CD numero 9, 10, 11 e 12: sui CD numero 9 e 10 è in realtà memorizzato il concerto a Knoxville, Tennessee, e sui CD numero 11 e 12 è memorizzato il concerto ad Athens, Georgia (come riportato nelle tabelle di questa pagina). Si evince anche dalle parole rivolte al pubblico da Jon Anderson.
Nel libretto dei CD numero 3 e 4 è riportata una sede erronea del concerto, il National Arts Centre English Theatre, mentre in realtà venne performato all'Ottawa Civic Centre.

## Tracce
1. Opening/Siberian Khatru
2. I've Seen All Good People (Anderson, Chris Squire)
3. Heart Of The Sunrise (Anderson, Bill Bruford, Squire)
4. Mood For A Day/Clap (Howe)
5. And You and I (Anderson, Bruford, Howe, Squire)
6. Close To The Edge (Anderson, Howe)
7. Excerpts From The Six Wives of Henry VIII (Wakeman)
8. Roundabout (Anderson, Howe)
9. Yours Is No Disgrace (Anderson, Bruford, Howe Tony Kaye, Squire)

L'ordine dei brani masterizzati sui compact è il medesimo in tutti i dischi, con l'eccezione del CD #1 che riproduce la prima metà dell'esibizione del 31 ottobre a Toronto, nel quale Mood For A Day/Clap precede Heart Of The Sunrise. A causa delle improvvisazioni e della scelta tecnica di mantenere quelli che solitamente sono ritenuti “difetti” del registrato, la durata delle singole tracce e quella complessiva cambia di secondi da disco a disco, in qualche caso di minuti.

### Elenco dei dischi
I compact disc riproducono sette concerti eseguiti in Canada e negli Stati Uniti d'America nell'autunno del 1972, durante il Close to the Edge Tour:
| CD #   | Data  | Luogo                                      | Città                         | Paese       |
| ------ | ----- | ------------------------------------------ | ----------------------------- | ----------- |
| 1, 2   | 31/10 | Maple Leaf Gardens                         | Toronto, Ontario              | Canada      |
| 3, 4   | 1/11  | Ottawa Civic Centre                        | Ottawa, Ontario               | Canada      |
| 5, 6   | 11/11 | Cameron Indoor Stadium, Università Duke    | Durham, Carolina del Nord     | Stati Uniti |
| 7, 8   | 12/11 | Greensboro Coliseum                        | Greensboro, Carolina del Nord | Stati Uniti |
| 9, 10  | 15/11 | Knoxville Civic Coliseum                   | Knoxville, Tennessee          | Stati Uniti |
| 11, 12 | 14/11 | Georgia Coliseum, Università della Georgia | Athens, Georgia               | Stati Uniti |
| 13, 14 | 20/11 | Nassau Veterans Memorial Coliseum          | Uniondale, New York           | Stati Uniti |

## Formazione
- Jon Anderson - voce, percussioni
- Steve Howe - chitarre, cori
- Chris Squire - basso, cori
- Rick Wakeman - tastiere
- Alan White - batteria